# Rombonos
Il Rombonos, o Mandola, è un torrente del Trentino, immissario principale del lago di Caldonazzo. 

## Descrizione
Nasce in località Terre Rosse sul monte Marzola, attraversa il paese di Vigolo Vattaro, scorre nella valle tra i paesi di Vattaro e Bosentino e attraversa poi Calceranica al Lago, sfociando nel lago di Caldonazzo.

## Storia
(Giuseppina Demattè , Il torrente Rombonos)

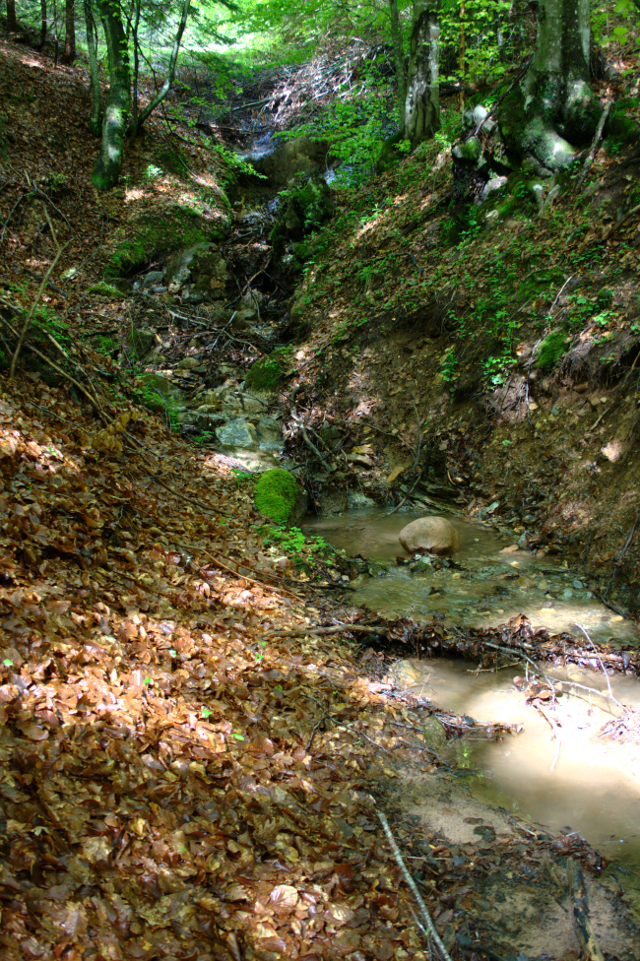
Il torrente Rombonos nei pressi della sua sorgente in località Terre Rosse

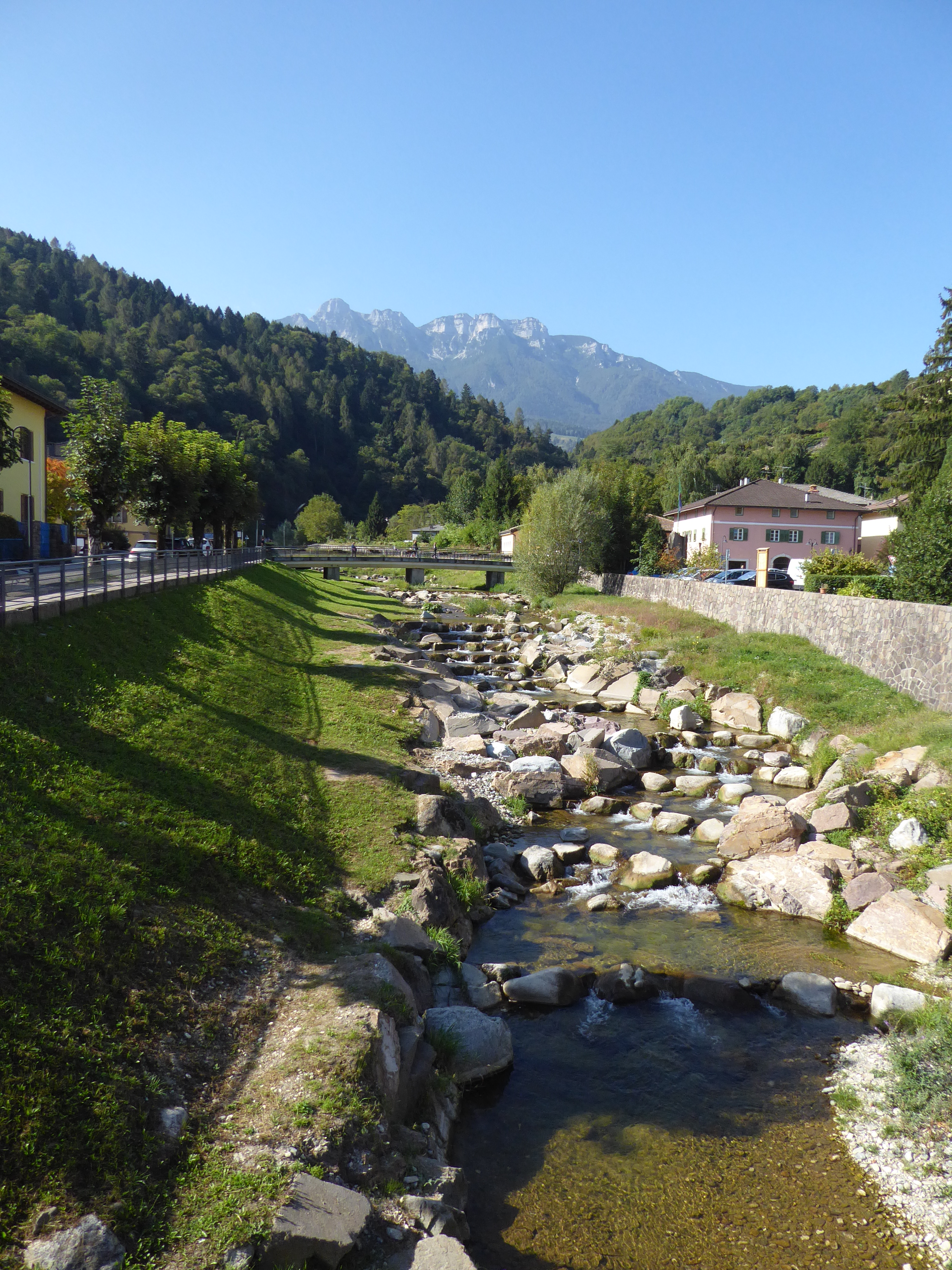
Il Rombonos (qui Mandola) a Calceranica al Lago

Il torrente Rombonos veniva utilizzato dalle donne dei paesi che attraversa, per pulire i panni. L'estate il Rombonos fungeva anche come luogo di socializzazione per molte lavandaie che si fermavano a parlare e a lavorare con calma tutte assieme; mano a mano che arrivava l'autunno, l'acqua si faceva sempre più fredda ed allora cercavano di lavare più in fretta, senza dare spazio alle chiacchiere. Nel tardo autunno, molte donne si portavano al torrente un secchio di acqua calda dove immergere le mani ogni tanto per riscaldarle.
Quando nevicava il Rombonos diventava un deposito per la neve. Vi veniva gettata sia quella della strada che lo costeggia, sia quella dei cortili delle case del paese di Vigolo Vattaro. In questo modo la neve del torrente poteva raggiungere anche l'altezza di un paio di metri e più.
Ai giorni nostri non ci sono più le lavandaie d'estate e l'acqua che scorre nel Rombonos è molto meno di una volta, l'inverno si gela molto poco ed anche se ci viene gettata della neve non si accumula come un tempo ma viene portata via dall'acqua che scorre.